# Julie Arenholt
Julie Johanne Arenholt, född Rosengreen 10 december 1873 på Frederiksberg, död 21 juli 1952 i Köpenhamn, var en dansk civilingenjör, fabriksinspektör och politiker (Det Radikale Venstre).

## Uppväxt, karriär och politiskt arbete
Julie Arenholt var dotter till Harald Christian Rosengreen, som var kontorschef för Statsanstalten for Livsforsikring, och dennes hustru Rasmine Rosengreen, född Rasmussen. Efter att ha genomgått den allmänna förberedelseexamen önskade Arenholt att få studera vidare, vilket gick emot faderns vilja. Hon började därmed arbeta som privatlärarinna på Bornholm. Hon lade extra vikt på att försöka få unga flickor att bli intresserade av matematik och fysik och hon själv antogs till studier vid Polyteknisk Læreanstalt (numera Danmarks Tekniske Universitet) 1896. Hon tog examen 1901 och blev Danmarks första, och dittills enda, kvinnliga fabriksingenjör, samt den tredje kvinnan i landet som tilldelats den akademiska titeln cand.polyt. Hon var därefter anställd som laboratorieassistent vid Polyteknisk Læreanstalt fram till 1903, då hon anställdes av Detlefsen og Meyers laboratorium. Hon arbetade där fram till och 1910. Hon gifte sig 1903 med läkaren Jørgen Arenholt och de adopterade dottern Birte 1910.
Arenholt blev anställd som fabriksinspektör 1910 i Direktoratet for Arbejds- og Fabriktilsynet (motsvarar i Sverige Yrkesinspektionen). Även här var hon en av de första kvinnorna i landet som innehade detta yrke, och Haldor Topsøe, direktör för direktoratet, var emot att hon tilldelades jobbet. Hennes arbetsuppgifter var att, bl.a. genom oanmälda besök, inspektera bagerier och konditorier i Köpenhamn och på Frederiksberg med målet att förbättra deras arbetsförhållanden och hygieniska miljö. Hon innehade detta arbete fram till sin pensionering 1939. 
Arenholt anslöt sig till Det Radikale Venstre då det bildades 1905. Hon var en av initiativtagarna till att Landsforbundet for Kvinders Valgret (LKV) bildades 1907 och hon kom att redigera förbundets tidning, Kvindevalgret, 1908–1912. Kvinnor fick rösträtt vid kommunala val 1908 och Arenholt kandiderade för Det Radikale Venstre till Köpenhamns kommunfullmäktige vid de kommunala valen 1909. Hon blev invald och satt där under mandatperioderna 1909–1912 och 1913–1917. Som ledamot deltog hon bl.a. i utarbetandet av planer för Fælledparken, Københavns Idrætspark (numera Parken) och Københavns Hovedbanegård. Under första världskriget utsågs hon till ordförande för den danska regeringen Zahle II:s hushållsutskott. Efter att kvinnor, genom en grundlagsreform 1915, fick rösträtt till den danska riksdagens båda kammare kandiderade Arenholt för partiet till Folketinget 1918. Hon blev inte invald men utsågs till partiets suppleant till Landstinget.

## Kvinnopolitiskt arbete
Efter att de danska kvinnorna fått samma politiska rättigheter som männen 1915, anslöt sig Arenholt till kvinnoorganisationen Dansk Kvindesamfund (DK). LKV hade endast haft som mål att allmän och lika rösträtt mellan män och kvinnor skulle införas, och när målet var uppfyllt avvecklades organisationen. Hon avancerade snabbt uppåt inom DK:s hierarki; först som suppleant till styrelsen 1916 och kort därefter som ordinarie ledamot. 1918–1921 var hon organisationens ordförande. Under denna tid kom frågor som lika löner mellan tjänstemän, lika tillgång till ämbeten inom den offentliga sektorn samt revision av äktenskapslagstiftningen att prägla den jämställdhetspolitiska debatten i Danmark. Inom DK kom det dessutom att råda ett motsatsförhållande mellan Arenholt, som var likhetsfeminist, och den socialistiska författarinnan Gyrithe Lemche, som var särartsfeminist. Arenholt var en motståndare av särartsfeminismen och dess politiska mål och betonade likheterna mellan män och kvinnor:
| ” | Jag hör inte till dem som menar att kvinnornas medverkan i allmänhet kommer att innebära mer ärlighet eller mer uppriktighet inom det offentliga. Att tro det skulle vara att övervärdera kvinnorna som kön och det skulle vara en förnärmelse mot männen. Ärlighet och uppriktighet är således inte könsegenskaper… Den betydelse som kvinnorna kommer att få (i riksdagen) kommer att exakt motsvara det mått av förmågor, insikt, arbetsduglighet och uppriktighet som var och en av dem innehar… | „ |

Arenholts kvinnopolitiska linje var att kvinnor skulle betraktas som jämbördiga med männen, inte minst inom arbetslivet, och att kvinnors förvärvsarbetande var en ekonomisk nödvändighet, såväl för gifta som för ogifta kvinnor. Som ledamot i Köpenhamns kommunfullmäktige argumenterade hon för att låta anställa kvinnor inom den kommunala förvaltningen, och år 1910 skapade hon debatt om de kvinnliga telefonisternas löner i Københavns Telefon Aktieselskab (KTAS). Bolagets direktör hade uttryckt att unga kvinnor förväntades att ha föräldrar som kunde försörja dem. Arenholt krävde att kvinnorna fick en lön som de kunde leva på och uppmanade dem att organisera sig. År 1919 blev hon utnämnd till statens representant i KTAS styrelse. Hon lämnade uppdraget 1932 i protest mot en stor lönereduktion, men blev utnämnd till posten igen året därpå.
Arenholt var en framträdande person inom den internationella kvinnorörelsen. På en diplomatisk konferens i Bern 1906, som arrangerades av International Association for Labour Legislation, var hon, som representant för DK, den enda deltagaren som protesterade mot en konvention som förbjöd kvinnors nattarbeten inom industrin. Arenholt var en ledande profil i det motstånd som uppstod emot en ratificering och hon samlade ett flertal inom DK och samarbetade med Kvindeligt Arbejderforbund och med Henriette Crone från Dansk Typografforbunds kvinnoavdelning för att få förslaget avlägsnat. Utöver detta var hon även styrelseledamot i International Woman Suffrage Alliance, en internationell organisation för kvinnlig rösträtt, under perioden 1923–1929. År 1930 var hon en av grundarna av Open Door Internationals danska avdelning, en organisation som arbetade för att främja jämställdheten inom näringslivet. Hon innehade ordförandeskapet för avdelningen fram till 1940-talet, då hon blev tvungen att avgå på grund av sjukdom.